# Bill Cardoso
William J. „Bill“ Cardoso (* 24. September 1937 in Cambridge, Massachusetts; † 26. Februar 2006 in Kelseyville, Kalifornien) war ein US-amerikanischer Journalist und Vertreter des New Journalism. Am bekanntesten ist Cardoso dafür, den Begriff Gonzo-Journalismus, das Markenzeichen seines Freundes Hunter S. Thompson, geprägt zu haben.

## Leben und Werk
William Cardoso war portugiesischer Abstammung. Er studierte Journalismus an der Boston University. Ab 1967 arbeitete er für den Boston Globe. In den 1960er und 1970er Jahren schrieb Cardoso u. a. für Crawdaddy!, Harper’s Weekly, New Times, Ramparts und den Rolling Stone. In dieser Zeit war er ein enger Freund von Hunter S. Thompson. Cardoso berichtete vom legendären Boxkampf, dem Rumble in the Jungle, zwischen Muhammad Ali und George Foreman. Einige seiner Arbeiten erschienen 1984 in dem Sammelband The Maltese Sangweech and Other Heroes.
Cardoso starb am 26. Februar 2006 in Kelseyville, Kalifornien, an Herzversagen.